# نمکین
نمکین، روستایی از توابع بخش طارم سفلی شهرستان قزوین در استان قزوین ایران است.

## جمعیت
جمعیت روستا ۷۶ نفر می باشد.